# Fenómeno de internet
Un fenómeno de internet es un producto, campaña, franquicia o suceso que se populariza a través de internet. Tales fenómenos suelen popularizarse con rapidez debido a que el internet es un medio de fácil acceso y su uso está muy extendido. La fama de un fenómeno de internet suele durar unos pocos días o semanas.
En el año 2008, la convocatoria anual del SIMO prestó un área específica dedicada al fenómeno de Internet.

## Descripción
Un fenómeno de internet es una idea que se propagada a través del World Wide Web. La idea quizás toma la forma de un hipervínculo, vídeo, imagen, página web, hashtag, o sólo una palabra o frase. El fenómeno quizás se comunica de persona a persona a través de las redes sociales, blogs, correos electrónicos, fuentes de noticias u otros servicios web.
Un fenómeno de internet quizás pueda permanecer así o quizás cambie con el tiempo, debido a comentarios, imitaciones, parodias o por incorporar nuevas cuentas sobre sí mismo. Los fenómenos pueden evolucionar y comunicarse extremadamente rápido, algunas veces alcanzando una popularidad mundial y desapareciendo en pocos días.
Su rápido crecimiento e impacto han atrapado la atención de investigadores y la industria. Académicamente, los investigadores hacen "organigramas" de cómo ellos evolucionan o predicen los fenómenos que sobrevivirían y se comunicarían a través de la web. Comercialmente, son usados en el márketing viral donde son una forma expansiva de publicidad masiva.
El término «meme de Internet» se usa para describir una idea, concepto, situación, expresión y/o pensamiento manifestado en cualquier tipo de medio virtual, cómic, vídeo, textos, imágenes y todo tipo de construcción multimedia que se replica mediante Internet, este suele tener un carácter humorístico en mayor o menor medida de persona a persona hasta alcanzar una amplia difusión. Los memes pueden propagarse mediante hipervínculos, foros, imageboards, sitios web y cualquier otro difusor masivo, sobre todo, como lo son hoy en día las redes sociales. El concepto de meme se ha propuesto como un posible mecanismo de evolución cultural. Las estrategias publicitarias de mercadotecnia viral se basan en la propagación de memes para promocionar un producto o concepto.

### Historia
El nombre meme (o fenómeno de internet), tiene su origen en el concepto concebido por Richard Dawkins, zoólogo y científico. En su libro The Selfish Gene (1976) expone la hipótesis memética de la transmisión cultural. Propone la existencia de dos procesadores informativos distintos en los seres humanos: uno actúa a partir del genoma gracias a la replicación de genes a través de las generaciones y otro actúa a nivel cerebral, replicando la información cultural del individuo, la cual es recibida por enseñanza, imitación o simple asimilación. En este caso, Dawkins nombra como «meme» a la unidad mínima de información que se puede transmitir. Según el autor, los memes conforman la base mental de nuestra cultura, como los genes conforman la primera base de nuestra vida. Años más tarde, el propio Dawkins describió a los memes de Internet como un «secuestro de la idea original», implicando que incluso el concepto de meme ha mutado y evolucionado por sí mismo.
Otros autores, como el biólogo Edward Wilson, han señalado que el concepto de unidades culturales replicables ya apareció a finales de los 60, bajo diversos nombres diferentes como «mnemotipo», «idene», «sociogen», «culturgen» o «tipo cultural».
Una de las más recientes investigaciones acerca de este tema, fue hecha por Knobel y Lankshear en 2007. Ellos sugieren que la mayoría de los memes no son replicados de manera intacta, sino que pasan por diferentes procesos de reinterpretación y modificación, lo que permite obtener diferentes versiones de un mismo meme, respetando la idea original, lo que a su vez permite su propagación masiva.
La naturaleza de Internet, basada en la premisa de compartir información ha contribuido a la difusión de memes. Uno de los primeros memes documentados transmitidos por Internet fue el gif animado de un bebé bailando conocido como «Ooga-Chaka Baby», que apareció en 1996. Según el especialista en comunicación mexicano Gabriel Pérez Salazar, el meme de Internet como una imagen acompañada por texto como unidad cultural replicada aparece «de manera identificable, plenamente reconocida» entre 2000 y 2002.

### Evolución y propagación
Los memes de internet pueden mantenerse inmutables o evolucionar en el tiempo, bien al azar, o bien por imitación, parodia o por el añadido de nuevos contenidos. Los memes normalmente surgen como una forma de interacción social, como referencias culturales o como una forma de describir situaciones de la vida real de las personas. La rapidez con la que se pueden extender a escala mundial y su impacto social ha atraído el interés de investigadores y profesionales de la industria de comunicación. En el área académica, se investigan modelos para predecir qué memes se propagarán por la red y cómo evolucionarán. Comercialmente, se usan en publicidad y márketing.
Un estudio de las características de los memes de internet alcanzó varias conclusiones sobre la propagación de los mismos: por ejemplo, que los memes «compiten» entre ellos por la atención del público, lo que resulta en un menor tiempo de vida, pero también pueden «colaborar», gracias a la creatividad de los usuarios de Internet, lo que contribuye a su difusión y permanencia.  Se dan ejemplos de memes muy populares que se extinguen al poco tiempo, mientras que otros, sin alcanzar el mismo nivel de rápido reconocimiento, sobreviven gracias a su asociación con otros memes. Para Shifman (2011), es importante que los memes sean compartidos en el interior de subculturas específicas: la motivación para que los usuarios participen en la circulación y reinterpretación de los memes en línea, surge precisamente de la necesidad de pertenecer a una comunidad definida, al menos parcialmente, por estas prácticas culturales. Esta es la dimensión que, con base en Giménez (2000), nos permite establecer una relación entre el uso del meme en internet y los procesos de construcción identitarios de los usuarios que participan en dichas comunidades interpretativas: el sentido de pertenencia.[cita requerida]
En 2013, Dominic Basulto escribió en el The Washington Post que el crecimiento de Internet y las tácticas de la industria publicitaria han afectado negativamente a la capacidad de los memes de transmitir unidades de cultura humana durables, y, en su opinión contribuyen a difundir banalidades en vez de ideas importantes.

### Usos comerciales
Los comunicadores, relacionistas públicos, publicistas y profesionales de la mercadotecnia  han usado los memes de Internet como una estrategia de mercadeo viral y mercadeo de guerrilla. El empleo de los memes para comercializar productos o servicios nació por la naturaleza de moda pasajera que estos tienen. Sirven para crear una imagen de inteligencia o modernidad asociada al producto a promocionar. Un ejemplo de uso comercial es la publicidad de películas, donde se busca generar una actitud positiva en críticos y espectadores. Aun cuando este sistema ha parecido funcionar,  todavía se encuentra en modo de prueba ya que implica el interés en el contenido no está directamente asociado al valor de este. Es difícil enfocar un producto de manera seria si su publicidad se centra en un meme.[cita requerida]

## Lista de fenómenos
La popularización de internet a finales de la década de los 90 y principios del siglo XXI trajo la proliferación de espacios comunes en la red, como foros, chats, y correo electrónico, cuya temática variaba desde la especialización en asuntos informáticos al simple entretenimiento, en los que la difusión de un determinado contenido humorístico, musical o crítico, en formato de audio, vídeo o texto, podía llevarse a cabo con una especial rapidez.

### Publicidad y productos

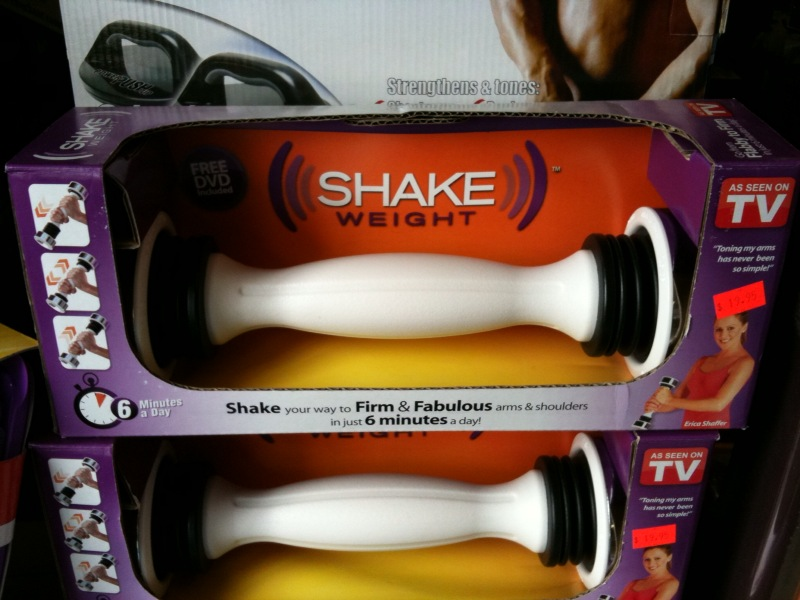
The Shake Weight

- Blendtec (literalmente en inglés La licuadora) —  Su creador Tom Dickson afirma que es la licuadora más poderosa. Está incluida en una serie de vídeos de YouTube, «Will It Blend?» (¿Podrá licuarse?) donde numerosas comidas y objetos son usados para la licuadora.[7]
- Infrigimiento controvertido de Cook Source. Es una publicación despectiva respondiendo a las denuncias de infringimientos de copyright, lo que ocasionó una reacción violenta.[8]

- FreeCreditReport.com — Son una serie de comerciales televisivos que fueron publicados en Internet. Varias parodias de los comerciales fueron hechas para ser subidas a YouTube.[9]

- Embrace Life — Es un anuncio de servicio público para la recomendación de cinturones de seguridad para un área local de Reino Unido que recibió un millón de vistas en su primera semana en YouTube, en 2010.[10][11]

- HeadOn — Es una publicidad de junio de 2006 para un producto homeopático que afirma aliviar dolores de cabeza. La publicidad incluye un lema: «HeadOn. Aplicar directamente a la frente», declarando en tres momentos, acompañados por un vídeo de un modelo usando el producto sin indicar los propósitos del producto. Las publicidades fueron exitosamente parodiadas en sitios como YouTube.[12]

- Lowermybills.com — Son pancartas publicitarias de esta compañía de hipoteca que incluye imágenes de vaqueras, una mujer, extraterrestres, y empleados de oficina bailando.[13][14]

- Shake Weight — Son clips informativos de una mancuerna modificada que se volvieron virales luego de su naturaleza sexual sugestiva.[15]

- The Man Your Man Could Smell Like —  Es un comercial de televisión protagonizado por Isaiah Mustafa recitando un rápido e inexpresivo monólogo, pero sin camisa, y hablando sobre cómo «cualquier cosa es posible» si el hombre usa Old Spice. Finalmente, esto lideró una popular campaña viral que tiene a Mustafa respondiendo a varios comentarios de Internet en cortometrajes de YouTube en el canal de Old Spice.[16]

- Young Darth Vader — Es una publicidad de Volkswagen que incluye a un joven Max Page vestido como Darth Vader corriendo alrededor de su casa tratando de usar «La Fuerza». Fue lanzado en Internet pocos días antes del Super Bowl XLV en 2011, y se volvió popular rápidamente.[17]

- Elf Yourself (2006) — Es una página web interactiva creada por Jason Zada y Evolution Bureau como una campaña navideña. Elf Yourself permite a los visitantes del sitio web subir imágenes propias o de familiares y amigos haciéndose ver como elfos bailando, incluye una opción que permite compartir el vídeo en otros sitios web o descargarlo. De acuerdo con ClickZ, visitar Elf Yourself "se ha convertido en una tradición anual que la gente espera". A pesar de no vender ningún producto concreto, fue creada con el propósito de aumentar el consumo de la marca.

### Desafíos y bromas
- Ice Bucket Challenge — También llamado en español «reto del balde o cubeta de agua fría o helada» — Es una campaña publicitaria solidaria con los enfermos de esclerosis lateral amiotrófica, impulsada entre otros por el estadounidense Corey Griffin.[18][19]

- Mannequin Challenge — Conocido en español como «reto del maniquí», o de forma híbrida como «maniquí challenge», es un reto en el que los protagonistas están totalmente inmóviles mientras una cámara en movimiento los filma, generalmente con Black Beatles de Rae Sremmurd como canción de fondo. El fenómeno fue iniciado por estudiantes del Edward H. White en Jacksonville, Florida, al publicar su video en Twitter a finales de octubre de 2016.[20]

- Charlie Charlie Challenge —  «Ritual» que emula una ouija, en el cual el espíritu de un demonio mexicano llamado Charlie es invocado mediante dos lápices formando una cruz y las palabras sí y no  escritas en un papel. En redes sociales empezaron a circular vídeos de los lápices moviéndose al preguntar si el demonio estaba presente.

### Animación

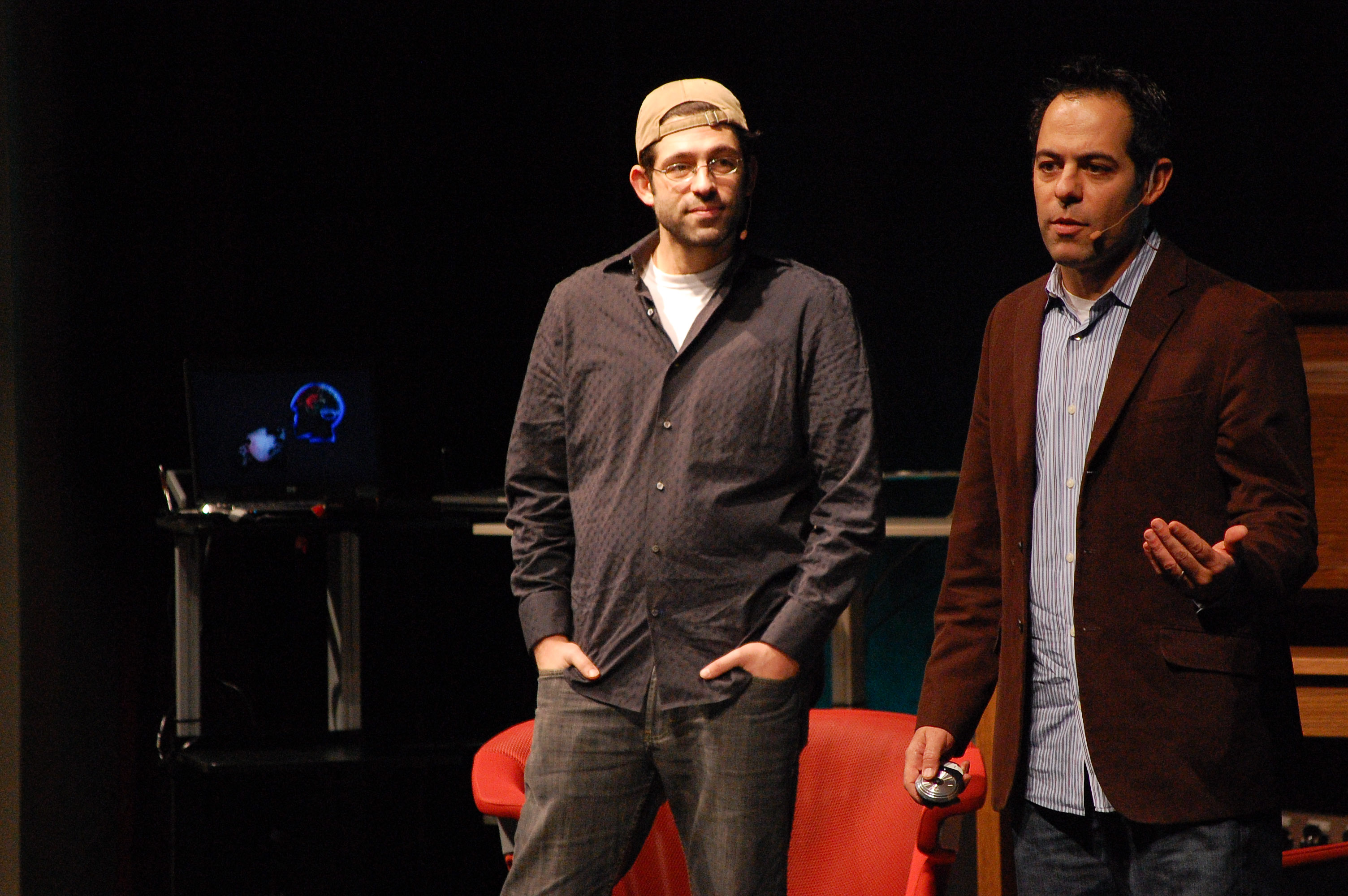
Evan y Gregg Spiridellis, fundadores de JibJab

- Caramelldansen — Es una parodia del intro de la novela visual japonesa Popotan que muestra a dos personajes principales haciendo un movimiento de caderas, con sus manos sobre sus cabezas, imitando las orejas de un conejo, mientras la canción de fondo es la versión acelerada de la canción Caramelldansen cantada por el grupo Caramell. También conocido como «Caramelldansen Speedycake Remix» o «Uma uma dance» (ウマウマダンス) en Japón, la canción fue parodiada por artistas y seguidores, quienes luego copiaron la animación e incluyeron personajes de otros animes interpretando el baile.[21][22][23]

- Charlie, el unicornio — Es una serie de vídeos de tres partes que involucra a un unicornio que es engañado por otros unicornios, de color azul y rosado, que lo llevan en elaboradas aventuras, robándole sus pertenencias o causándole daño físico.[24]

- Dancing Baby — Es un bebé bailarín renderizado en 3-D que apareció primero en 1996 por los creadores de Character Studio de 3D Studio MAX, y se convirtió en un ícono cultural de los noventa debido a su exposición en comerciales en todo el mundo, editoriales sobre Character Studio, en y la popular serie de televisión Ally McBeal.[25]

- Happy Tree Friends — Es una serie de animaciones flash que incluye a tiernos animales experimentando violentos y desagradables accidentes. Este programa se destaca debido a que se han hecho muchas bromas a niños con este programa, siendo confundible con un programa infantil y se han hecho varios fanarts animé.[26]

- Homestar Runner — Es una animación flash en Internet de Mike Chapman y Craig Zobel, creada en 1996 y popularizada en 2000, junto a Matt Chapman. La animación contiene referencias a la cultura popular desde los ochenta a los noventa, incluyendo videojuegos, televisión y música popular.[27]

- Joe Cartoon — Es el alias del animador por Internet Joe Shields. Es conocido por sus animaciones flash interactivas Frog in a Blender y Gerbil in a Microwave, lanzadas en 1999.[28][29][30] Los dos de los primeras animaciones flash recibieron fama en Internet.[31]

- Chica Loituma (o Loituma Girl, también conocido como Leekspin) — Es un imagen en bucle de Orihime Inoue de Bleach girando un puerro con la música de Loituma.[32]

- Salad Fingers — Es una serie de animaciones flash que involucran a un hombre esquizofrénico verde en un desolado mundo habitado mayormente por personas mudas y deformes.[33]

- This Land is Your Land — Es una animación flash producida por JibJab que incluye a rostros de dibujos animados de George W. Bush y John Kerry parodiando las elecciones presidenciales de Estados Unidos de 2004. El vídeo se convirtió en un impacto viral y fue visto por más de 100 millones de personas, liderando toda la producción de otros éxitos de JibJab, incluyendo Good to be in D.C. y Big Box Mart.[34]

- Vete a la Versh —  Es una animación flash de Internet creada en 2009, y trata sobre dos amigos (Darkar y Mecoboy) envueltos en toda clase de desventuras surreales, incluso en algunos episodios se hacen parodías de famosos videojuegos. La serie fue ganando adeptos y ha sido blanco de críticas por su lenguaje altisonante.[35]

- Ultimate Showdown of Ultimate Destiny — Es una letal batalla real entre varios notables personajes reales y ficticios de la cultura popular. Muestra la canción homónima, escrita e interpretada por Neil Cicierega bajo el alias «Lemon Demon».[36]

- Weebl and Bob — Es una serie de caricaturas flash creada por Jonti Picking que muestra a personajes con forma de huevo a los que le gusta la tarta y hablan de una manera virtualmente incoherente.[37]

- Dat Boi — Es un GIF animado de una rana montando en un monociclo que, por lo general, está acompañado por una persona que dice «here come dat boi» a lo que responden "o shit waddup". Se volvió un meme muy popular a través de Tumblr en 2015 antes de obtener más reconocimiento a través de Twitter y Youtube en 2016.

- Big Chungus - Se trata de una imagen del personaje de dibujos animados Bugs Bunny, generalmente subtitulado con la frase «Big Chungus» y presentado como un juego para la consola PlayStation 4. La palabra «chungus» fue acuñada por el periodista de videojuegos Jim Sterling varios años antes de que el meme se hiciera popular.

### Correo electrónico

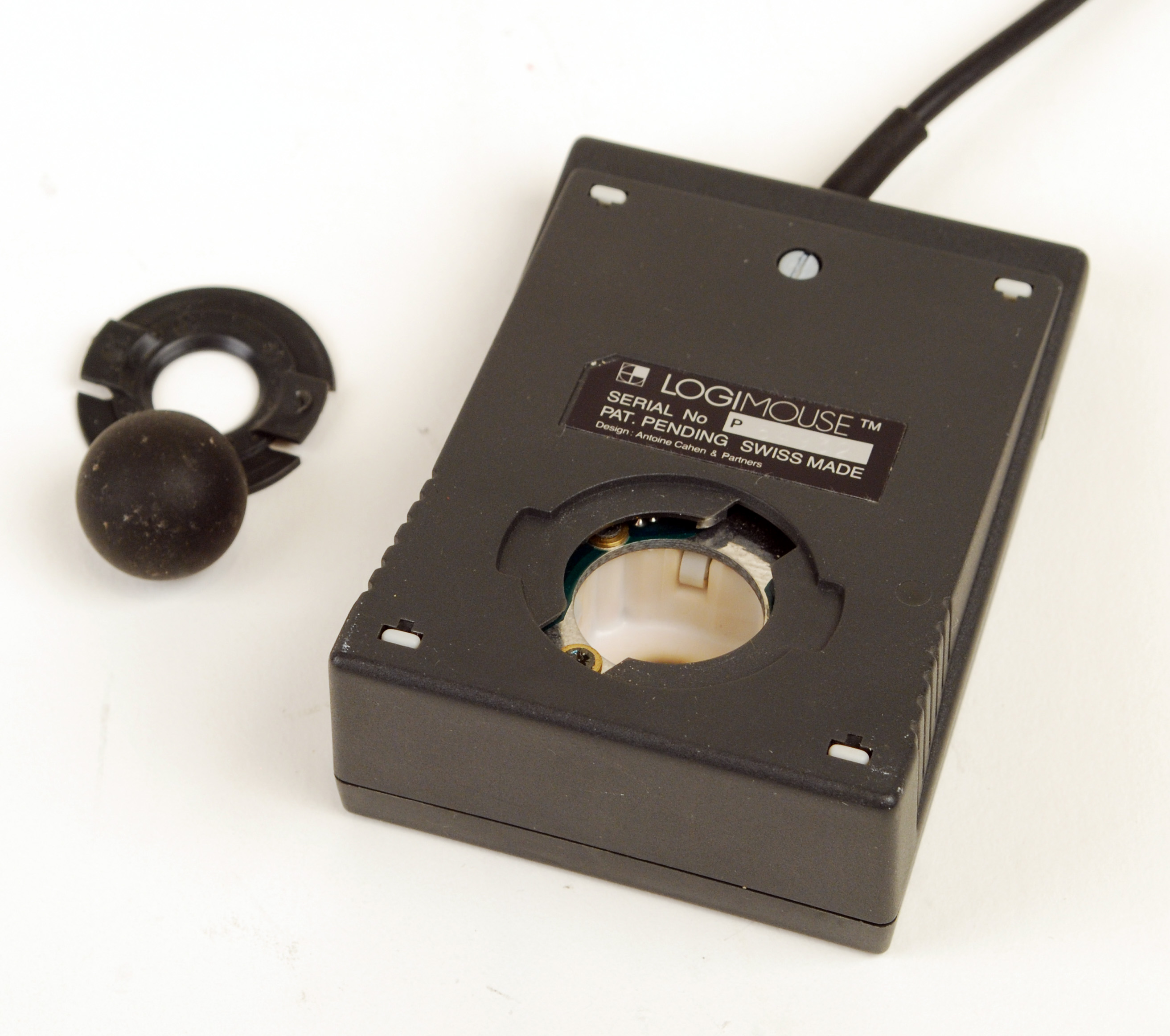
Un mouse de computadora de 1983, con una bola removible

- La prueba beta de correo electrónicos de Bill Gates — Son una cadena de mensajes que aparecieron primero en 1997 y se mantuvo circulando hasta 2007. Los mensajes afirmaban que America Online y Microsoft están llevando a cabo una prueba beta donde cada persona que reenvíe el mensaje, recibiría un pago de Bill Gates de más de 200 dólares. Información real de contacto de un abogado aparecía en el mensaje.[38][39]

- Memo para reemplazar bolas del ratón — Es un memorándum que circulaba por los servicios técnicos de IBM detallando los procedimientos apropiados para reemplazar la bolita del mouse, llenado con un número de comportamientos sexuales. Fue escrito por alguien de IBM, que lo distribuyó a los técnicos, pero esto fue distribuido como broma corporativa entendida entre ellos y no tuvo procedimientos legales. En Internet, el memo puede ser localizado años atrás en 1989.[40]

- «Este es un faro. Usted decide» — Afirma ser la transcripción real de una acalorada y provocativa discusión por radio entre los tripulantes de un barco de la Armada de los Estados Unidos y un par de canadienses que insistían al buque naval cambiar su curso, ya que de lo contrario inevitablemente colisionarán; los marinos estadounidenses afirman que no cambiarán su ruta, y exigen a los canadienses cambiar la suya, a lo cual los canadienses responden que en realidad, ellos están en el muelle hablando desde un faro y que el barco se estrellará con tierra firme de no cambiar su ruta. Esta leyenda urbana primero apareció en Internet en su formato más común en 1995, aunque versiones de la historia lo precede en varias décadas.[41] Continúa circulando; la Asociación de Oficiales Militares de Estados Unidos reportó que es reenviado a ellos en un promedio de tres veces en un día.[42] La Armada tiene una página dedicada específicamente a señalar que muchos de los barcos nombrados ni siquiera estaban en servicio en el momento.[43]

- La receta de galletas de Neiman Marcus — Es una cadena de mensajes fechada años atrás a inicio de los noventa, pero originada por Xeroxlore, en que una persona cuenta una historia sobre siendo estafado por más de 200 dólares por una receta de galletas de Neiman Marcus. El correo electrónico afirma que la persona intenta vengarse pasando la receta gratis.[44][45]

- Goodtimes virus — Es una infame y fraudulenta amenaza de virus que apareció primero en 1994. El correo electrónico afirmaba que un virus electrónico con el asunto «Good Times» estuvo circulando, el cual podría «enviar su CPU a un sistema binario de complejidad infinita» y otras predicciones. Existen muchas variantes de esta cadena, una de ellas asegura que un virus, con distintos nombres, incluso fue mencionado por la cadena de televisión CNN como el virus más destructivo del mundo. En la cadena se asegura que este virus "quemará" el sector "cero" del disco duro de la computadora afectada. En realidad, aunque si existe un sector Cero en los discos duros, en él sólo se guarda la información de arranque del sistema operativo y es muy común que se dañe, pero los archivos y el hardware no se ven comprometidos.[46][47]

### Películas
- 300 — La película 300 originó una serie de imágenes, incluyendo variaciones de la frase «¡Esto es Esparta!» asociada con imágenes de situaciones disparatadas, a menudo superponiendo el rostro del protagonista de la película sobre una persona en una imagen.[48][49] También se han creado diversos videos, con personajes diciendo frases épicas cuyos segmentos son arreglados para reproducir el ritmo del original. Los personajes más utilizados son Bob Esponja, Los Simpson, Regular Show, entre otros.[50][51]

- The Blair Witch Project — La primera película que usó Internet para astroturfing. Los rumores afirmaban que el material grabado era auténtico y que los protagonistas realmente desaparecieron en Burkittsville.[52]

- Secreto en la montaña — inspiró varios tráileres de parodia.[53]

- Cloverfield — Paramount Pictures usó una campaña de marketing viral para promocionar su película de monstruos.[54]

- Mega tiburón contra pulpo gigante — El tráiler, lanzado a mediados de mayo de 2009, se convirtió en un éxito viral, registrando más de un millón de vistas en MTV.com, y otras 300,000 vistas en YouTube en su lanzamiento, ayudando a una rápida reserva de DVD.[55]

- Party Girl — Es la primera película mostrada en su totalidad en Internet, el 3 de junio de 1995.[56][57]

- Serpientes a bordo — Llamó la atención un año después de su planeado lanzamiento y antes de que cualquier material fuese lanzado, debido al título de la película y su supuesta premisa absurda. Los productores de la película respondieron al impacto en Internet añadiendo varias escenas y diálogos imaginados por los fanáticos.[58]

- El Hundimiento — Algunas de las escenas de esta película, en especial aquella en que Hitler grita desaforadamente ante sus subalternos, ha sido objeto de parodias. Aprovechando el poco conocimiento del idioma alemán en otros países (y más el acomodo de frases con respecto al original), se colocan traducciones (o subtítulos) imaginarias y paródicas, apelando a algún hecho, situación o noticia del momento.[59]

- Sonic, la película — Luego de que el primer tráiler de la película apareciera a finales de abril de 2019, obtuvo opiniones extremadamente negativas por parte de los fanes, principalmente por el diseño de Sonic, que también se convirtió en un meme junto al tráiler. Pocos días después, la película fue atrasada para mejorar el diseño de Sonic, mostrándolo oficialmente en noviembre de 2019, esta vez obteniendo muy buena aceptación. La película fue lanzada el 14 de febrero de 2020, obteniendo buena aceptación por parte de la crítica, el público y sobre todo los fanes.

- Killer Bean Forever — Una película de 2009 de bajo presupuesto animada que narra la vida de un grano de café antropomórfico asesino en la ciudad de Bean Town después de que este cometiera una masacre a un almacén con gánsters que no le permitían dormir, generando una serie de eventos. La película está basada en dos cortos del mismo personaje que su creador, Jeff Lew, publicó en Internet entre 1996 y 2000. A pesar de que la película y los cortos se mantenían en un relativo estatus de culto pequeño, durante mediados a finales de 2019 la película gozó una gran altura en popularidad tanto en las comunidades inglesas como hispano-hablantes, debido a su uso en varios memes, el más conocido siendo la escena introductoria de la película, en donde un grupo de gánsters baila de una forma un tanto peculiar y sincronizada antes de ser atacados por el personaje principal. A pesar de las malas críticas recibidas en su día, hoy en día se le considera una película de culto y una de las más queridas por el internet.
- Una película de Minecraft — Una película estadounidense de fantasía y aventuras estrenada en 2025, inspirada en el universo del videojuego Minecraft,[60] Debido a esta naturaleza vinculada al internet, se convirtió rapidamente en un fenómeno de las redes sociales. En la comunidad angloparlante se hicieron populares escenas como «I am Steve» y «Chicken Jockey»,[61] que generaron reacciones exageradas durante su emisión en cines llegando hasta incluso ocasionarse ciertos actos vandálicos que fueron posteriormente controlados por la policía.[62][63] En el ámbito hispano, especialmente en el español latinoamericano, se viralizaron clips doblados por el youtuber Bobicraft.[64] De igual manera, destacaron momentos como la escena de la «Lava Chicken» interpretada por Jack Black, esta siendo mayoritariamente compartida en la comunidad anglosajona.[65]

### Imagen o meme

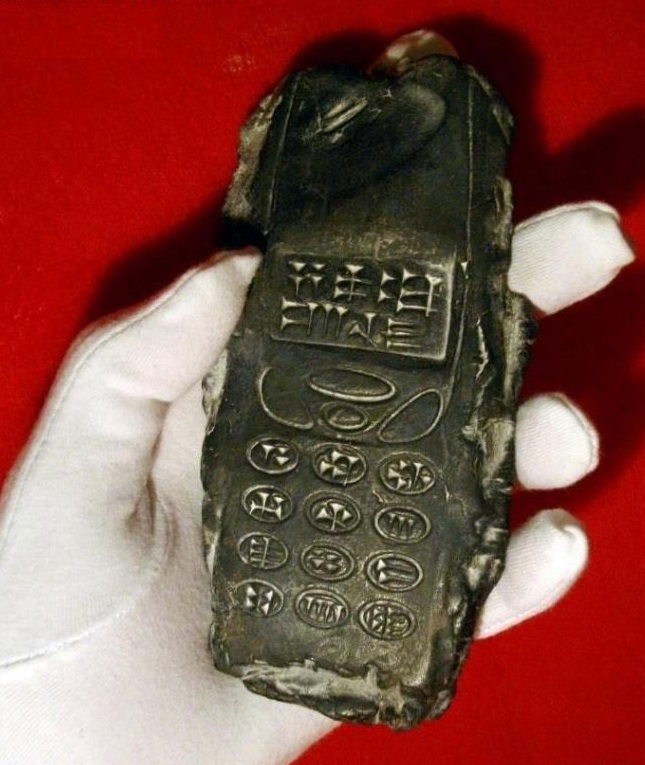
Babylonokia

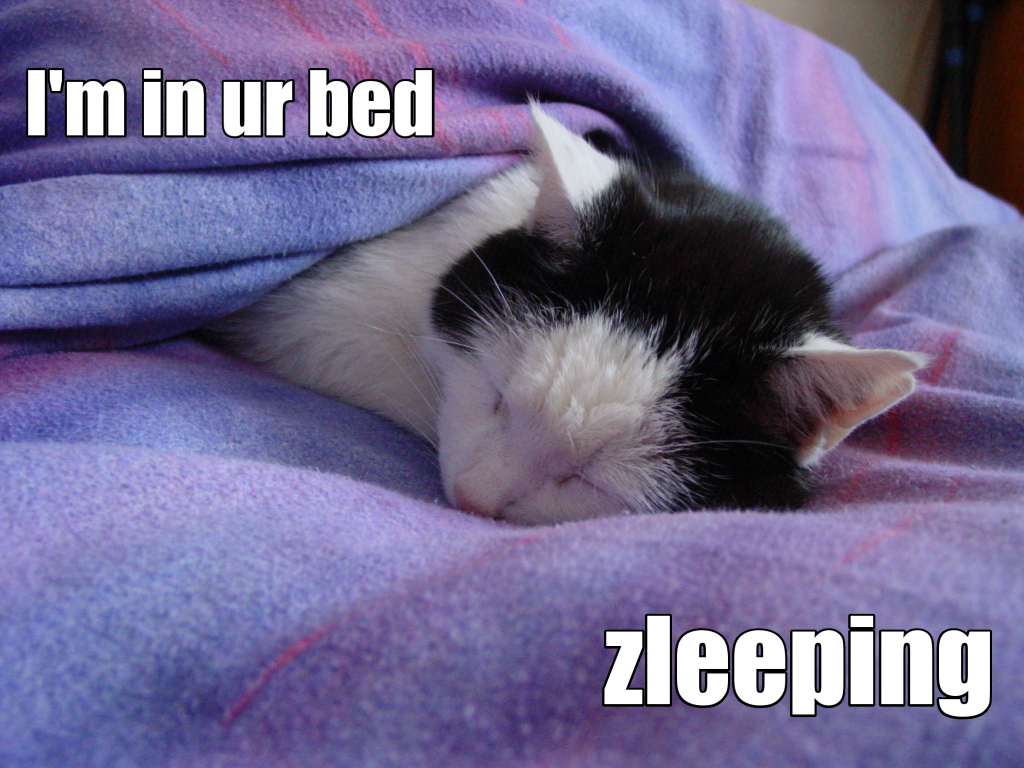
Un lolcat con el texto diciendo: "Estoy en tu cama, durmiendo".

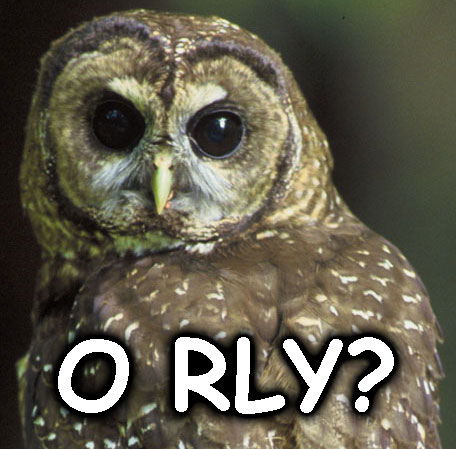
Un O RLY?.

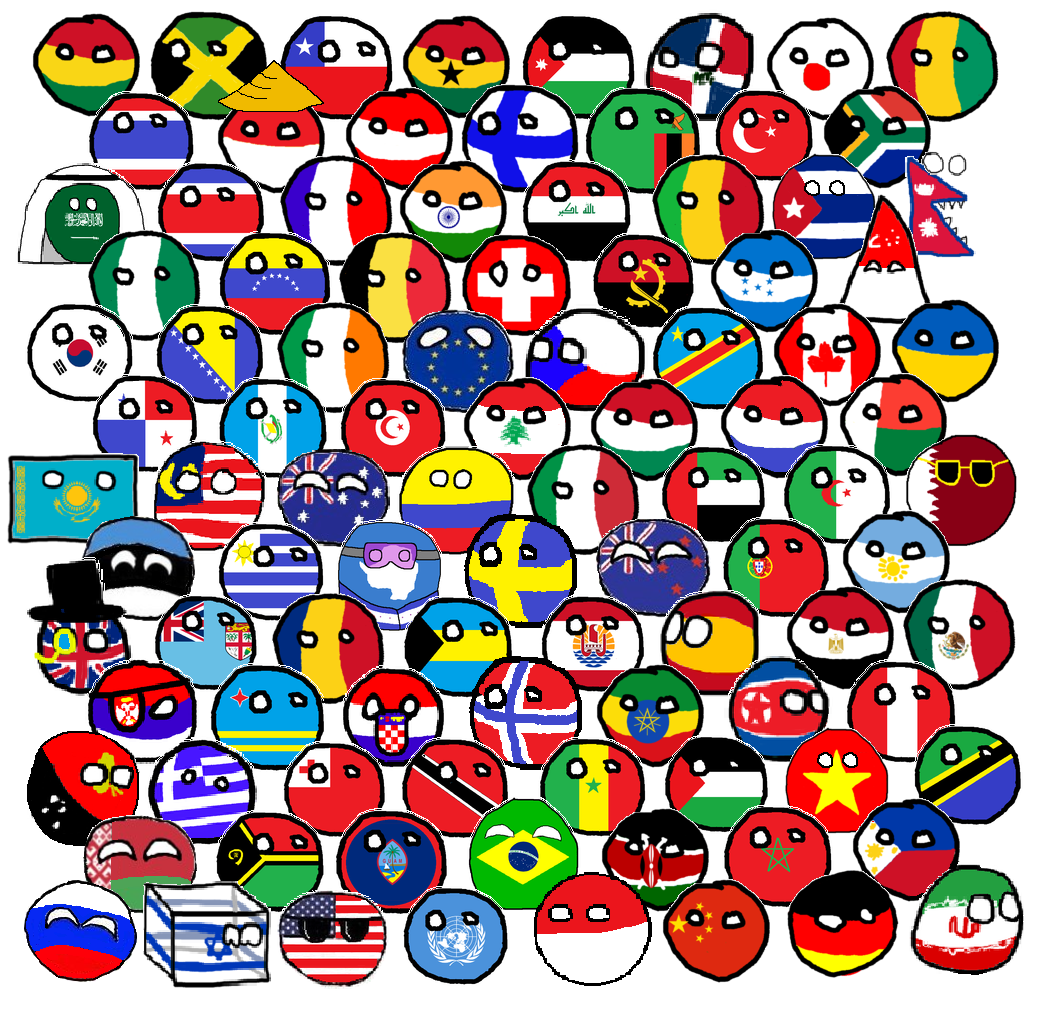
Un grupo de personajes de Polandball.

Póster de "Keep Calm and Carry On" (1939).

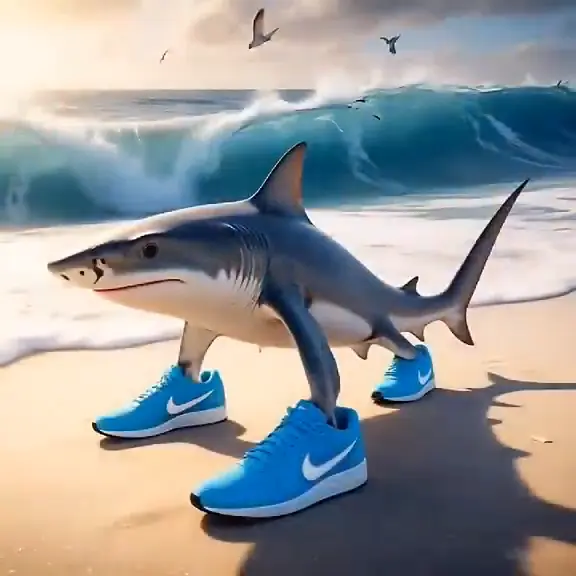
Tralalero Tralala, primer personaje creado para el Italian Brainrot

- Babylonokia — El objeto en forma de una tableta de arcilla representa un teléfono móvil con escritura cuneiforme en las teclas y la pantalla. Los seguidores de la «falsa ciencia» y representantes de pseudo-arqueología interpretan a continuación una foto de teléfonos móviles como un hallazgo arqueológico de 800 años. Esta historia fue publicada en un video en el canal de YouTube Paranormal Crucible y llevó a los periódicos y agencias de noticias a difundir esto como un bulo.

- Ate my balls — Un primer ejemplo de un fenómeno de Internet. Creado para representar a una celebridad en particular o personaje de ficción comiendo testículos.[66]

- Sanic — Es una imagen mal dibujada de Sonic que se ha hecho muy viral con el lema: Cumon, step it up. La popularidad del meme fue tal que fue referenciado varias veces en las redes sociales oficiales de Sonic, tuvo un DLC oficial en Sonic Forces como una prenda de vestir para el avatar e incluso el dibujo apareció brevemente en Sonic, la película.

- Goatse.cx — Es una desagradable imagen de la distensión de un ano.[67][68]

- Heineken Looter Guy — Es una foto de un hombre negro en un río que le llega hasta la cintura, mientras lleva una bandeja llena de botellas vacías de cerveza. Esta foto se usa como parodia, simplemente sobreponiendo un rostro de una celebridad.[69]

- Little Fatty — A partir de 2003, el rostro, inexpresivo y mirando de reojo, de un estudiante de Shanghái se superpone en varias otras imágenes.[70][71]

- Lolcat — Es una colección de imágenes macro mostrando a gatos en expresiones y posiciones humanas con frases mal escritas.[72] Las primeras versiones de lolcats aparecieron en 4chan, generalmente los sábados. A partir de entonces han denominado "Caturday" a dicho día (combinación entre las expresiones inglesas «cat» y «saturday») como un día para publicar fotos de gatos.[73] Puede considerarse una variante que se destacó entre las imágenes, y se diversificó, el conocido «Longcat». Originalmente se trató de la foto de un gato blanco sostenido de manera tal que acentuaba su longitud. Tomando eso como premisa luego se extendió por la red con ironías y alusiones a cosas de grandes dimensiones o alargadas.

- The Saugeen Stripper — Una estudiante de la Universidad de Western Ontario realizó un striptease en una fiesta de cumpleaños y decenas de imágenes digitales de la fiesta terminaron en Internet.[74]

- (Adjetivo o nombre) Everywhere — Este meme trata de la imagen de la película Toy Story 2, en la parte en la que Buzz intenta consolar a Woody porque no encuentra su sombrero. El propósito del meme es hacer referencia a algo presente en grandes cantidades, como por ejemplo Metaleros, metaleros Everywhere, Crazy cats, Crazy Cats Everywhere, etcétera.

- Weegee — Es una imagen basada en el sprite del personaje Luigi del juego Mario Is Missing! en la versión de MSDOS. Se le ve mirando a la gente o a los animales detenidamente. Existen imágenes en las cuales se ve gente asustada o en pánico, donde aparece la imagen de Weegee mirándolos de cerca. Según la leyenda, uno se transforma en Weegee al mirarlo a los ojos. Además de Weegee, hay una versión dibujada del sprite de Mario en el mismo juego y en la misma versión, al que llaman «Malleo»[75] y uno de Yoshi conocido como «Yushee».

- Business Cat — La imagen de business cat es un gato con traje y corbata y algunos colores detrás. Este meme es un gato acompañado de una leyenda, con un comentario que diría un jefe de trabajo. En el primero que salió ponía: Something a boss does, something a cat does (Algo que un jefe hace, algo que un gato hace). Después se fueron creando más y business cat fue adquiriendo fama.[76]

- Polandball también conocido como countryball (país-bola) — Es un meme de internet generado por usuarios que nació en el foro /int/ del tablón de imágenes alemán Krautchan.net en la segunda mitad de 2009. El meme se manifiesta en muchos webcómics, donde los países son presentados como personas esféricas que interactúan, por lo general en inglés mal empleado, burlándose de estereotipos nacionales y de relaciones internacionales, así como de conflictos históricos. El estilo de cómic se le puede llamar Polandball (Polonia-bola) (aun cuando Polonia no esté entre los personajes del cómic) y countryball (país-bola) (o, colectivamente, países-bolas).[77][78][79][80][81][82][83]

- Keep Calm and Carry On (Mantén la calma y sigue adelante, en español) — Es un póster producido por el gobierno británico en 1939 al inicio de la Segunda Guerra Mundial, con el objetivo de subir la moral de la ciudadanía del país bajo amenaza de una invasión inminente. Fue poco conocido y nunca usado. El póster fue redescubierto en 2000, y ha sido relanzado por una serie de compañías como tema decorativo para una serie de productos. Debido a su sentido ligeramente irreverente se han lanzado parodias al póster, sustituyendo el Carry On por otras frases. también pueden contener nombres de personas, siendo rápidamente propagados en redes sociales.[84]

- Doge — Se trata de imágenes de perros, por lo general de Shiba Inus, superpuestos con expresiones gramaticales sencillas y pobres, por lo general en fuente Comic Sans, aunque desde entonces se han aplicado a cualquier imagen como una forma de comentario.[85]

- Meme del novio distraído —  Meme basado en una fotografía de stock tomada por el fotógrafo español Antonio Guillem en 2015. Usuarios de redes sociales comenzaron a utilizar la imagen como un meme en 2017 como un modo de describir varias formas de infidelidad.[86]

- Pepe la rana — Es una rana antropomórfica verde con un cuerpo humanoide, originada en un cómic de Matt Furie llamado Boy's Club. Se convirtió en un meme cuando su popularidad creció en Myspace, Gaia Online y 4chan en 2008. Para 2015, se había convertido en uno de los memes más populares utilizados en 4chan y Tumblr.[87] El meme se ha convertido en símbolo del movimiento de derecha alternativa, por lo cual su creador lo "mató" en 2017 para evitar que fuera convertido en un símbolo de odio.[88] Aun así, ha aparecido en las protestas de 2019 en Hong Kong.

- Ecce Homo de Borja — Un intento en 2012 de una mujer local por restaurar una pintura mural de Jesucristo en un santuario de la localidad española de Borja terminó en una imagen arruinada con la apariencia de un primate, lo que condujo a varios memes.[89][90]

- Grumpy Cat/Gato Gruñón — Una gata llamada Tartar Sauce que parece estar permanentemente enojada. Las imágenes de la gata se volvieron virales,[91] lo que la condujo a ganar el premio Webby 2013 como Meme del Año.

- Hide the Pain Harold — Un ingeniero eléctrico húngaro llamado András Arató se hizo famoso por las fotos de él sonriendo. Sin embargo, la gente pensaba que la sonrisa era falsa y escondía dolor y tristeza.[92][93]

- McKayla no esta impresionada — Un blog de tumblr que se volvió viral después de tomar una imagen de McKayla Maroney, gimnasta estadounidense que ganó medalla de plata en los Juegos Olímpicos de 2012, en el podio y con una mirada de decepción en su rostro.[94] Esto derivó en varias imágenes en donde ella es puesta en lugares y situaciones inusuales, como por ejemplo en la Gran Muralla China y junto a Usain Bolt.[95]

- Success kid — Originado en 2007, consiste en una fotografía de un bebé (identificado como Sammy Griner) que está apretando el puño mientras muestra una expresión de determinación en su rostro. El meme ha sido asociado con el éxito personal.[96]

- Mujer gritándole al gato — También conocido como el «meme del gato», consiste en una captura de pantalla de las integrantes del programa de televisión The Real Housewives of Beverly Hills Taylor Armstrong y Kylie Richards (mostrando a Armstrong gritar y señalar con el dedo), seguida de una fotografía de un gato confundido (identificado como Smudge) sentado detrás de una mesa con comida. El meme surgió a mediados de 2019, cuando usuarios de Twitter unieron las fotos e incluyeron textos que parecieran una burla del gato a la enfurecida mujer.[97][98]

- Chill Guy —  También conocido como «My new character» es una obra de arte digital publicado por primera vez por el artista Phillip Banks en Twitter el 4 de octubre de 2023. La imagen consiste en un perro antropomórfico con un suéter gris, jeans azules y zapatillas rojas, que emite una expresión de "relajación" al sonreír con las manos en los bolsillos.[99] El meme empezó a ganar popularidad en TikTok y Instagram Reels a finales de 2024.[100][101]

- Italian Brainrot — Traducido literalmente como podredumbre mental italiana, surgió a principios de 2025. Se caracteriza por fotos y videos absurdos e irónicos con criaturas generadas por inteligencia artificial generativa (IA) que tienen nombres pseudoitalianos como Ballerina Cappucina, Tralalero Tralala y Bombardiro Crocodilo.[102][103] El fenómeno se extendió rápidamente por plataformas como TikTok e Instagram, debido a su combinación de voces sintetizadas con acento italiano, imágenes grotescas y una narrativa absurda.[104][105] [106][107][108]

### Caricaturas
Conocidas también como Rage comic o Meme caricatura, se caracteriza por ser un dibujo tipo cómic conocido como rage face, por lo general en blanco y negro, que expresa una emoción fácil de apreciar. Un meme es la representación gráfica de alguna situación de carácter irascible o risible que, en muchas veces verídica, refleja lo que divierte o aqueja a la juventud.

### Música

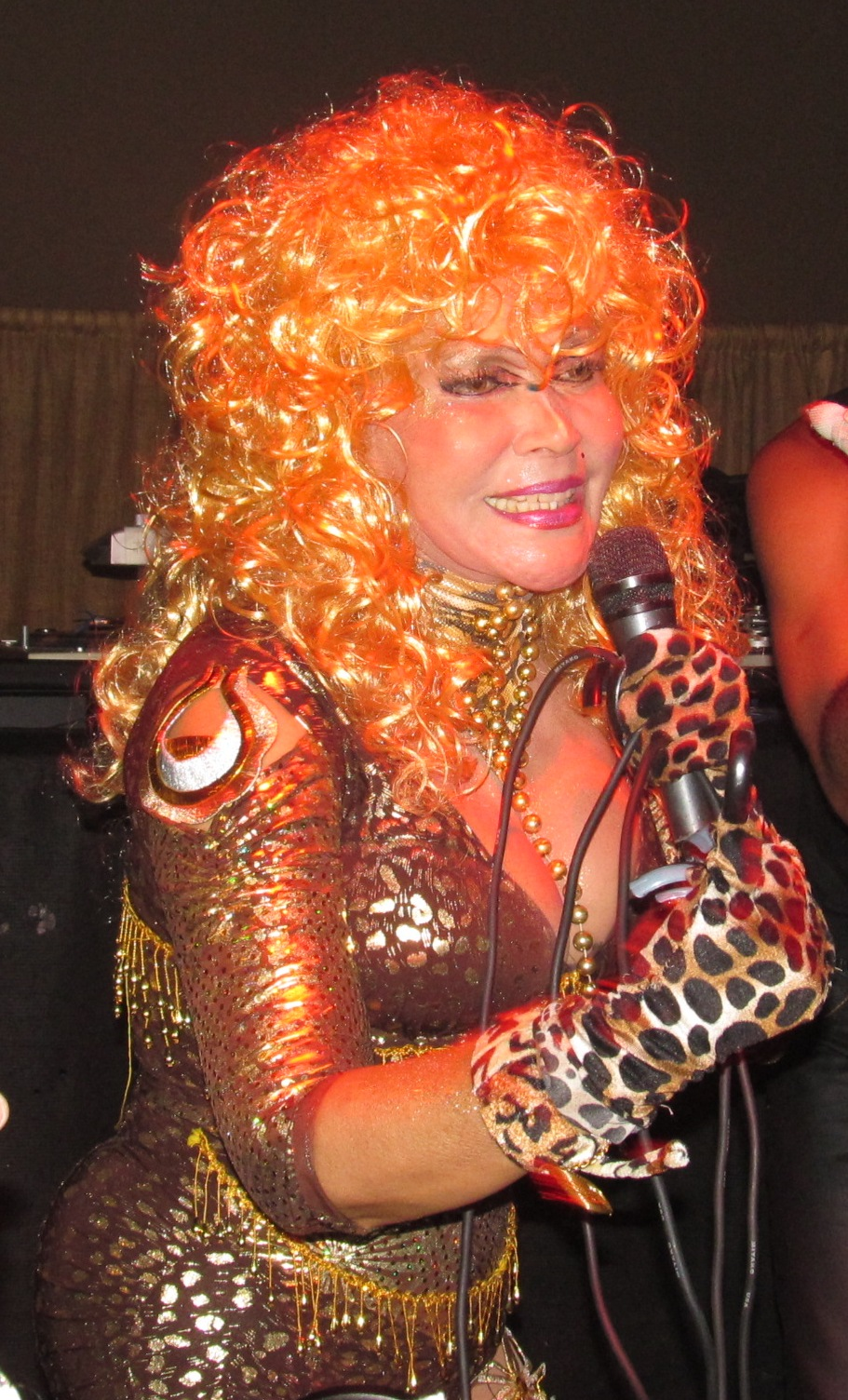
La Tigresa del Oriente, cantante peruana.

Los fenómenos de Internet pueden comprender fenómenos musicales, tales como el de Anton Maiden, un joven sueco que se popularizó por cantar canciones de Iron Maiden sobre MIDIS de sus canciones, Cleopatra Stratan, una niña que, en menos de 10 meses y con cuatro años de edad, ha conseguido colocar su sencillo «Ghita» en el número uno de las listas de Rumanía, después de que su videoclip hubiese recibido más de millón y medio de visitas en YouTube; o la cantante peruana de música huayno Wendy Sulca, que con sus vídeos de «La Tetita» o «Cerveza, Cerveza» logró notoriedad en los medios. Caso parecido es de Los Happiness, grupo musical conocido por su canción «Amo a Laura»; MTV fue la autora de esta última campaña publicitaria.

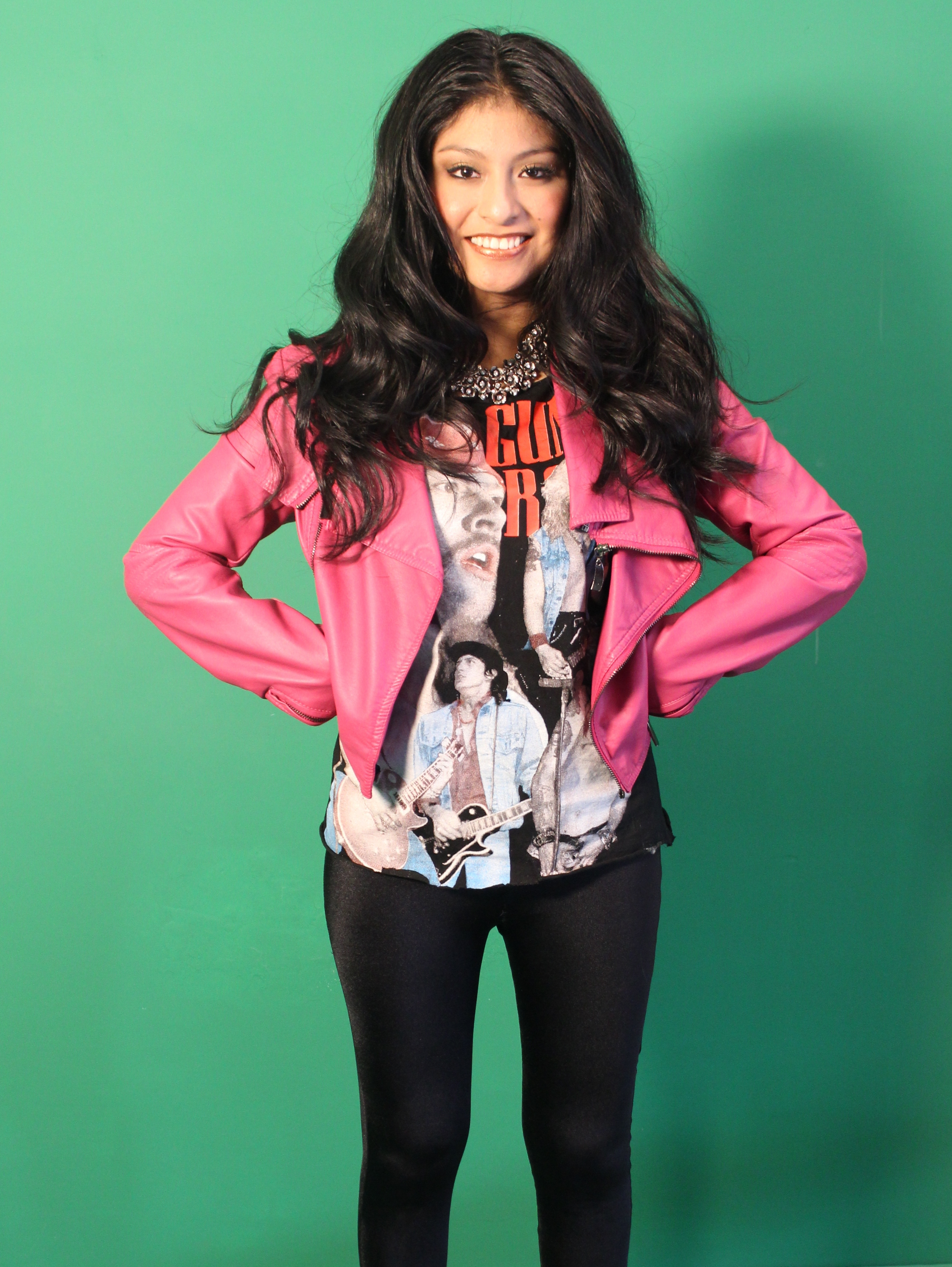
Wendy Sulca en el año 2014.

Algunos de los fenómenos musicales en Internet:
- «Chocolate Rain» — Es una canción y vídeo musical escrito e interpretado por Tay Zonday (conocido como Adam Nyerere Bahner). Después de ser publicada en YouTube el 22 de abril de 2007, se convirtió rápidamente en un popular vídeo viral. En diciembre de 2009, el vídeo recibió más de 40 millones de visitas.[112]

- «Here It Goes Again» — Es un vídeo ganador de un Grammy donde el grupo OK Go baila en cintas de andar.[113]

- Parodia de vídeo musical (Literal music video) — Son vídeos musicales donde la letra original ha sido reemplazada por otra que, literalmente, describe los acontecimientos que ocurren en el vídeo, desconectados de la letra original de la canción.[114][115]

- «Prison Thriller» — Es una recreación del éxito «Thriller» de Michael Jackson bailado por los prisioneros del Centro Provincial de Detención y Rehabilitación de Cebú (CPDRC) en Filipinas.[116] Desde enero de 2010, se encuentra entre los diez vídeos más populares en YouTube con más de 20 millones de visitas.[117]

- «Friday» — canción de la joven estadounidense Rebecca Black, el cual se hizo conocido debido a las múltiples críticas negativas que recibió[118] y a la cantidad de reproducciones en YouTube, de 3000 a más de 18.000.000 en una semana, atribuido al blog Tosh.0, donde Mike Pomranz publicó un artículo titulado 'Songwriting isn't for everyone' ('La composición musical no es para todos').[119]

- «Numa Numa» — Es un playback de la canción rumana Dragostea din tei de O-Zone, hecho por Gary Brolsma.[120]

- «Trolololo» — Una interpretación televisiva en 1976 del cantante ruso Eduard Jil cantando en sincronización de labios la canción «I am Glad to Finally Be Home» (Я очень рад, ведь я, наконец, возвращаюсь домой). La primera aparición mainstream del vídeo fue en The Colbert Report, del 3 de marzo de 2010. Desde entonces, su popularidad ha escalado, ocasionalmente siendo usado como parte de una broma, similar al Rickrolling.[121][122][123]

- «U Got That» — Una canción de Halogen[124] que se hizo popular gracias al meme de Ricardo Milos, aunque el meme fue hecho con una colaboración de otro vídeo,[125] así como fue usado para más parodias basándose en ese meme.[126]

- «Nuevo amanecer» — Es una canción de la cantante peruana La Tigresa del Oriente[127] que en 2007, recibió notoriedad en Hispanoamérica y la convirtió en un personaje de Internet.[128][129]

- «En tus tierras bailaré» — Es una canción de Delfín Quishpe, La Tigresa del Oriente y Wendy Sulca, escrita por Gastón Cleiman, con música de Gaby Kerpel. Fue lanzada el 19 de abril de 2010 en YouTube, donde recibió más de diez millones de visitas.[130] El video musical de la canción se convirtió en un viral y fue considerada por muchos como una especie de arte marginal, catalogado por la prensa como el «We Are The World» de YouTube.[131]

- «La Cumbia de Gokú» — Es una canción de cumbia mexicana sobre la famosa serie de anime Dragon Ball Z creada por el canal de YouTube QueParió! lanzada en 2013.[132] La canción fue un éxito, tanto para ser nominada a Viral del Año en los MTV Millennial Awards 2013.[133]

- «Mi bebito fiu fiu» — Una canción de Tito Silva Music con la interpretación vocal de Tefi C. Se basó en un supuesto caso de infidelidad que involucró a Martín Vizcarra cuyo tema se estrenó en 2022.[134]
- «Cotton Eye Joe» — Una canción del grupo country pop sueco Rednex, lanzada en agosto de 1994 como el primer sencillo de su álbum de estudio debut, Sex & Violins (1995). Esta basada en la canción folklórica tradicional estadounidense Cotton-Eyed Joe.[135] Esta empezó a ganar popularidad en redes a inicios de 2024 tras hacerse famoso un Deepfake sobre un nugget de pollo con la «cara del hombre de Roblox» cantando esta canción.[136]
- «Sigma Boy» — Una canción de las blogueras rusas Betsy, de 11 años, y Maria Yankovskaya, de 12. La canción gano popularidad en las redes tras que el tiktoker alemán Streichbruder iniciara una moda de poner la canción a todo volumen en el transporte público.[137]
- «Thick of It» — Una canción creada por la celebridad de internet KSI en conjunto con el rapero y cantante estadounidense Trippie Redd.[138] La canción gano popularidad debido a ciertas criticas por parte de varios usuarios en redes para posteriormente convertirse en un meme usado en situaciones aleatorias.[139][140]

### Comercio
- Libre reciclaje — Es el cambio de cosas no deseadas a través de Internet.[141]

- One red paperclip — La historia de un bloguero canadiense que intercambió objetos, empezando por un clip rojo hasta llegar a poseer una casa en un año.[142]

- Secret London — Un grupo de Facebook que obtuvo información comercial sobre los secretos de la ciudad que atrajo a 150,000 miembros en 2 semanas y fue subcontratada voluntariamente en una página web.[143][144][145]

- Three Wolf Moon — Un polo con varias reseñas irónicas en Amazon.[146]

### Sitios web
- Do a barrel roll — Google agregó una interacción a su motor de búsqueda, en donde al introducir «do a barrel roll» en la búsqueda, inmediatamente la página web da un giro completo de 360°. La frase es una referencia al fenómeno originado por el videojuego Star Fox para Nintendo 64.[147]

### Videos
Numerosos videos de temática fundamentalmente cómica, musical, de crítica política o de otro tipo se hicieron populares a través de YouTube, recibiendo miles de visitas. Algunos de ellos fueron el robo del escaño de José Luis Rodríguez Zapatero, un vídeo elaborado con el mensaje de «Zapatero, el 16 de octubre en pie contra la pobreza», y que consiste en un montaje en el que se ve a unos jóvenes entrando en el Congreso de los Diputados burlando las medidas de seguridad para robarle el sillón a Zapatero, y dejándole ese mensaje para recordarle sus promesas electorales. El vídeo provocó numerosas reacciones en los medios de comunicación. Cobró una especial popularidad el vídeo en el que el rey de España Juan Carlos I dirige la frase «¿Por qué no te callas?» a Hugo Chávez, gobernante de Venezuela, en la XVII Cumbre Iberoamericana llevada a cabo en Santiago de Chile. El vídeo con la frase fue rápidamente difundido y se crearon además diferentes versiones propias del tema en YouTube, teniendo gran número de visitantes web, además ser tópico de blogs y foros en Internet.
Otros vídeos populares inciden en temáticas cómicas o satíricas, como el de Súper Taldo, un joven chileno de 14 años grabado en 1974 con tics del Síndrome de Tourette, que se popularizó posteriormente a través de la red, o un vídeo elaborado a partir de un documental acerca de un actor llamado Johnnie Balma llamado The Goddess Bunny, y titulado con el nombre de Obedece A La Morsa.
Una mención aparte la debe tener el vídeo de la participación de una dama en un programa televisivo de búsqueda de talentos. El portal YouTube registró más de 40 millones de visitas en 15 días de propagado. El vídeo: Susan Boyle - Singer - Britains Got Talent 2009 (With Lyrics), de la participante Susan Boyle y su representación de "I Dreamed a Dream" - ha generado todo un fenómeno noticioso, pues alrededor de este tema se han generado otros 500 vídeos que en total han recibido más de 100 millones de visitas. El fenómeno ha demostrado que Internet es ya "el medio de comunicaciones" pues el programa televisivo solo ha tenido un alcance regional de unos estimados 2 millones de televidentes, mientras que Internet ha tenido un alcance confirmado de más de 20 veces esa cantidad.[cita requerida] Sin olvidar de mencionar el vídeo de la canción «Friday» de la estadounidense Rebecca Black, el cual se hizo conocido debido a las múltiples críticas negativas que recibió.
Algunos fenómenos de Internet de este tipo:
- Call Me Maybe: Ciertas personas dedicadas a la música como Selena Gomez, Justin Bieber, Ashley Tisdale, Big Time Rush, Katy Perry, entre otros, publicaron su versión de este vídeo.[150][151][152] A partir de esto, el éxito de la canción aumentó rápidamente, lo que la convirtió en una de las más vendidas en el mundo, con más de 12.5 millones de ejemplares comercializados.[153]

- Gangnam Style — Es el vídeo musical hecho por un cantante surcoreano llamado PSY, donde se hizo famoso por su pegadizo ritmo y movimientos de baile, llegando así a romper el récord de «me gusta» de YouTube en pocos meses.[154] La canción debutó en el puesto uno en Gaon Chart, lista nacional de música en Corea del Sur. Recibió premio a Mejor Video en los MTV Europe Music Awards, y estableciendo el récord Guiness al video en YouTube con más «Me Gusta», llegando a finales del 2012 a superar más de Mil Millones (1.000.000.000) de visitas. Famosos de la talla de Hugh Jackman, o Britney Spears se han sumado al pegadizo baile. se han generado muchas parodias o versiones como la del Instituto de Tecnología de Massachusetts apareciendo grandes profesores como Noam Chomsky,[155] artistas como Ai Weiwei, a lo Star Wars, Klingon o de la mano de Obama y Mitt Romney.[156]

- Dramatic Chipmunk — El video es un videoclip de 5 segundos de una ardilla (en realidad es un perrito de las praderas) girando la cabeza mientras suena una música dramática. Desde su lanzamiento, el video ha recibido más de treinta millones de visitas. La revista people nombró al vídeo como una de las 10 estrellas más salvajes de YouTube en 2007.

- Niño loco alemán o niño alemán loco — Es un vídeo viral donde se muestra a un niño alemán frente a su ordenador con un supuesto ataque de locura, gritando lisuras y golpeando su teclado hasta dejarlo hecho añicos, mientras juega a Unreal Tournament.[157]

- 2 girls 1 cup — Es un vídeo pornográfico fetichista donde dos chicas brasileñas practican coprofagia.[158] Este vídeo también ha originado una serie de vídeos amateurs que muestran las reacciones de la gente al ver el vídeo original. Debido a la popularidad de estos vídeos, originaron otros con la misma estructura gramatical de su título y las mismas intenciones desagradables. Entre ellos está 2 Girls 1 Finger (muchos la referencian como su «continuación») y 2 Guys 1 Horse (un caso de zoofilia de Kenneth Pinyan, que murió por perforación en el colon.)[159]

- Ricardo Milos dances dota — Un video en el que un actor de entretenimiento para adultos gay brasileño llamado Ricardo Milos que baila sensualmente mientras lleva puesto en la cabeza una bandana y unos calzoncillos con la bandera de EE.UU.[160][161] Varios memes se circularon (el más popular es hecho con la canción de Halogen U Got That[162]) y otros más simulando como si Ricardo fuera una persona digna o incluso un dios.[163][164] Ricardo Milos y U Got That se volvió más popular gracias a un vídeo hecho por el YouTuber elRubius.[165]

- Charlie Bit My Finger - Again! — Muestra a dos hermanos, donde el menor de ellos, un bebé, muerde el dedo de su hermano mayor.[166][167]

- Erupción de Coca-Cola Light y Mentos: Géiseres de bebidas carbonatadas mezcladas con Mentos.[168]
- La caída de Edgar: Un video en el que un niño proveniente de la ciudad mexicana de Monterrey trata de cruzar un arroyo caminando sobre una rama después de su primo, y éste se la mueve para que se caiga, lográndolo estrepitosamente al arroyo sin antes hacerlo implorar lástima. Tiempo después y con el patrocinio de la empresa alimenticia Gamesa (filial de PepsiCo), aprovechando también la fama de sus comerciales de las galletas Emperador, publicó el vídeo La venganza de Edgar, donde el mismo Edgar se encarga de vengarse de su primo y del camarógrafo que grabó el primer video, ordenándole a sus guardias a que los avienten al arroyo.[169][170]

- «Leave Britney Alone!» — Es un vídeo publicado en YouTube por Chris Crocker en respuesta a los malos tratos de los medios de comunicación hacia Britney Spears. El vídeo tuvo 8 millones de visitas en septiembre de 2007 y tiene una cantidad de parodias.[171][172]

- El atiende Boludos — Este fenómeno aparece en Argentina en el año 2007 o quizás antes, donde un periodista de Crónica TV parece hacerle una pregunta a un inspector de una línea de colectivos, pero este lo evita y repite populares frases como: ¿Quien te conoce?, Atiendo boludos, No te doy bola, Tomátela. Se ha hecho viral en internet y principalmente en algunas plataformas como Taringa[173]

- Lonelygirl15 — Un popular vídeo viral que se propaga a través de YouTube con una dulce adolescente llamada Bree, que publica actualizaciones de vídeo sobre una variedad de cuestiones relacionadas con la vida de un típico adolescente. Más tarde se halló que los videos eran hechos por un profesional, producidos por Mesh Flinders, en Beverly Hills, y protagonizados por Jessica Lee Rose.[174]

- Music Is My Hot Hot Sex — Es una canción utilizada en la publicidad de iPhone que llegó a la cima en YouTube en los más visto de listas.[175][176]

- Rickrolling — Un fenómeno que consiste en la publicación de una dirección en un foro de Internet, que a primera vista parece estar relacionada con el tema tratado, pero es, de hecho, un enlace a un vídeo de Rick Astley llamado Never Gonna Give You Up. La práctica se originó en 4chan como "Duckroll", en la que la imagen de un pato con ruedas era lo que estaba vinculado. La práctica de los rickrolling se hizo popular después del Día de las bromas de abril en 2008, cuando YouTube aparejó cada función de vídeo en su página de inicio a la canción de Rick Astley.[177][178] Ha tenido muchos derivados y parodias, entre ellos el Mcrolling.

- Masha Babko Rickrolling — Es una variación de lo anterior que se originó en 4chan y en otros sitios web populares de imageboards rusos y populares. El rickrolling de Masha Babko representa un giro interesante en la comprensión de la prevalencia y evolución de los patrones de acoso en la red. Lo protagoniza Masha Babko, una modelo y celebrity rusa, víctima de abuso sexual, cuyas hazañas se volvieron de alguna manera virales. En el clip Masha interpreta escenas ligeras que crean expectativas de continuidad que resultan bruscamente interrumpidas en anticlimax con la famosa canción de Rick Astley. Durante algún tiempo, muchos jóvenes rusos han estado utilizándolo como un medio para acosar y victimizar a Masha o a cualquier otra persona cuyo comportamiento se considere como digno de acoso social. A partir de ahí, ha evolucionado para convertirse en una advertencia implícita de los riesgos de internet en los adolescentes para finalmente, y por pura reiteración, convertirse también en un símbolo de superación de dificultades para jóvenes en situaciones difíciles.[179]

- Tano Pasman — Este fenómeno se origina en Argentina en 2011, en el cual aparece un fanático del club de fútbol River Plate llamado Santiago Pasman -de por entonces 52 años- que ve por televisión desde un sillón del comedor de su casa el partido de ida de la promoción entre River Plate y Belgrano, resultando con la victoria de Belgrano 2-0. Durante el transcurso del encuentro, Pasman pierde notoriamente la paciencia frente a la pantalla y reacciona gritando palabras soeces y chuscas, arremetiendo contra los jugadores, el técnico, el árbitro, un relator, el presidente de River, la publicidad e incluso sus padres. -¡Nooo! ¡Nooooooo! ¡Estamos en la B! ¡Estamos en la B! es una de las frases más notables de Pasman en el video y ocurre después del segundo gol de Belgrano (a pesar de que su equipo no iba precisamente descender en ese partido, sino que en el partido de vuelta). Sin premeditarlo, el vídeo en dos días había superado el millón de visitas y fue comentado a nivel internacional. Según algunas entrevistas a Pasman, el vídeo fue una cámara escondida que le hicieron sus hijos con el fin de que él viera sus propias reacciones frente a la televisión, pero sucedió que un amigo grabó ese mismo video en su computadora, y sin pedir permiso, lo subió a YouTube. En la actualidad este video tiene más de 11 millones de visitas y ha generado diversas parodias en televisión junto con varios remixes y versiones alternativas de Pasman gritándole al televisor.[180]

- El FUA — Consiste en un hombre mexicano, de la ciudad de Tepic, Nayarit en estado de ebriedad, afirmando que tiene la capacidad de revivir a los muertos con el poder del FUA (acrónimo de Fuerza Universal Aplicada), dando muestras de cómo usar esta energía y los pasos que hay que seguir para poder usarla; como «dar el extra» o «sacar el carácter».[181][182]

- Harlem Shake — Este video viralizado a fines de enero de 2013,[183] consiste en que un bailarín (enmascarado en todas las ocasiones) y rodeado de gente que no le presta atención, baila la canción (la cual contiene un sampleo de Héctor el Father) de DJ Baauer y Jeo Art llamada precisamente Harlem Shake: primero hace en solitario los primeros quince segundos de la pieza musical, después en el cambio de ritmo de la canción, los que rodean al bailarín enmascarado bailan junto con él, realizando movimientos estrambóticos y comúnmente vestidos de forma estrafalaria y/o absurda[184]

- Novia Psicópata (en inglés: Overly Attached Girlfriend u OAG, Novia super apegada) — Es un personaje ficticio y meme de Internet que hizo su primera aparición en un video publicado por la usuaria Laina el 6 de junio de 2012. El video fue un envío a un concurso de Justin Bieber en el que las fanáticas eran retadas a crear una contraparte femenina de su canción Boyfriend. El video, que parodiaba ciertos elementos de la canción, mostraba a la mujer mirando a la cámara con una sonrisa fija mientras cantaba sobre acechar y controlar a su novio.[185][186][187][188]

- Serbia Strong (también conocido como Remove Kebab) — Es un video musical hecho por tres miembros del ejército serbio (un trompetista, un acordeonero y un tecladista) con una letra pro-serbia. Este video fue hecho en algún momento entre 1992 y 1995, en el marco de la Guerra de Bosnia-Herzegovina, como una alabanza a Radovan Karadžić (líder de la República Srpska, la comunidad serbia de Bosnia-Herzegovina) y un llamamiento a la comunidad serbia para que pelee por su comunidad. Este video musical ganó popularidad en el portal de videos YouTube mediante varias parodias.[189][190][191]

- Charlie Charlie Challenge — Son varios vídeos subidos, especialmente a YouTube, donde se muestra gente jugando el juego «Charlie Charlie Challenge» que se viralizó en el 2015 como un juego paranormal similar a la tabla güija. Los vídeos suelen estar acompañados de sustos de los jugadores, huidas y hasta «cosas que se mueven solas»; la mayoría de estos vídeos eran falsos y de carácter humorístico.

- Turn down for what (Deal with it) — Son vídeos de comedia que consisten en escenas de series de televisión, shows en vivo, entre otras cosas, en las que dos personajes se enfrentan y uno de ellos consigue ganar mediante algún comentario o acción. Están acompañados de la canción «Turn down for what», de DJ Snake que comienza a sonar cuando el personaje ha «humillado» a otro, mientras aparece un vídeo que muestra un grupo de chicos gritando y se les añade la cabeza del personaje que ha humillado al otro, con unos lentes de sol puestos, aparentemente provenientes del videojuego Minecraft, en ocasiones después aparecen vídeos cortos de caídas o golpes en donde el personaje humillado es representado. Se han vuelto una popular moda en YouTube y las redes sociales desde enero de 2015.

- Unexpected John Cena (Inesperado John Cena) o ¡And His Name Is John Cena! — Se refiere a un meme de Internet y una forma de trolling con videos que primero obtuvo popularidad en Servicios de video-sharing como Vine y YouTube en el verano de 2015. Nacido e inspirado por numerosas llamadas de broma hechas en el Z Morning Zoo mostrar en 2012, los clips, señaló por un escritor para simbolizar la frustración de los fans de la empresa de lucha libre WWE en relación con el luchador estadounidense John Cena. Representa un fragmento de una popular película, serie de TV, canción u otra forma de medios que se interrumpe por el video de entrada de Cena, como un locutor grita «¡And His Name Is John Cena! (o ¡Y su nombre es John Cena!)», y su canción «The Time Is Now» a menudo se reproduce en voz alta. El meme fue muy bien recibido por los periodistas y el mismo Cena.

- Niño cantando en Walmart — Este video viral se trata sobre un niño cantando una canción en un supermercado Walmart mientras espera en la fila.

- El Ferras — El video trata de una entrevista realizada en 2008 en la ciudad de Veracruz, México, a un hombre llamado Felipe Ferra Gómez (apodado «El Ferras») tras su detención por la policía. En esta entrevista, El Ferras narra de una forma cómica el asesinato de su amigo.[192]

- Videomemes de situación — Videos en los que, por lo general, resaltan una situación puntual que se desarrolla en una serie (principalmente Anime o tiras) o bien, la característica de un personaje. En determinados momentos, acciones o frases, el video es interrumpido por un fragmento de otra serie que resalta dicho momento (por lo general fragmentos de series de animación como Los Simpson, Bob Esponja, comedias como Drake & Josh, La familia P. Luche o El Chavo del 8, películas, otros anime, e incluso, otros videomemes o videos de Vloggers como AuronPlay).

- Vines — Evolución de los clásicos Bloopers, videos de accidentes involuntarios, editados para que estos se vean como acciones de personajes ficticios, sobre todo de videojuegos, o bien de fragmentos de películas o programas de televisión. Uno de los vines más conocidos es la caída de Fidel Castro en un acto del 20 de octubre de 2004.

- Tilín — El video muestra a un niño ―Luis Ángel Carrasco―[193] siendo incitado a bailar por una persona ——Jesús Herrera Villamonte—,[193] a cambio de un sol, pero Jesús le reclama e insiste que solo tiene una china (jerga de la moneda de 50 céntimos en Perú); tras ello, Luis Ángel empieza a bailar la danza de las tijeras mientras Jesús decía: «Eso Tilín, vaya Tilín, guau Tilín, a la mierda Tilín»;[194][195][196] el niño finalizaría con un volantín de cabeza fomentando la risa de Jesús.[197][198][199] El video se hizo viral sobre todo en redes sociales como TikTok, YouTube, Facebook y Twitter.[200][201][202][203]

- Iceberg de Youtube — Se trata de videos sobre temáticas diversas, en que apelando al concepto de iceberg como un bloque de hielo flotando en el agua, cuya mayor parte está sumergida, se desarrollan como relatos de diversos hechos relativos a un tema particular, partiendo por aquellos más conocidos hasta llegar a los más desconocidos. El fenómeno es más frecuente en videos de YouTube en idioma español, aunque su origen estuvo en inglés y fuera de la plataforma, y era una imagen de un témpano con palabras, publicada en redes como Reddit.[204][205]

- Youtube Poop — Se refiere a la edición hecha de videos existentes, editando o remezclando los diálogos y el hablar de las personas que en ellos aparecen, para que aparezcan diciendo cosas absurdas, jocosas o con doble sentido. A menudo se agregan ruidos extraños o efectos visuales para hacer más humorístico el producto.

### Otros
- Creepypastas — Los creepypastas son un fenómeno de Internet o meme que normalmente consisten en cuentos de leyenda urbana recogidos y compartidos a través de Internet con la intención de asustar al lector. El nombre se deriva de la jerga de Internet «copypasta», que se refiere al texto que ha sido copiado y pegado por los usuarios en los foros de discusión en múltiples ocasiones. Son similares a las leyendas urbanas, aunque estas no siempre tienen que tomar la forma de texto escrito o palabra hablada. Mientras creepypasta puede tomar en forma de imágenes encantadas y videojuegos encantados, que se suele escribir en el estilo de un blog o un cuento corto.

- Slender Man — Él tiene un rostro blanco, sin rasgos y parece que está vestido con un traje oscuro y corbata. Slender Man está asociado al bosque y tiene la habilidad de tele-transportarse.[206][207] La proximidad al Slender Man se dice a menudo que desencadena la «enfermedad Slender»; un rápido inicio de la paranoia, pesadillas y delirios acompañadas de hemorragias nasales.

- Figwit (acrónimo de «Frodo is great... Who is that?») — Es un personaje elfo con sólo pocos segundos en pantalla y una línea de diálogo de la trilogía de El Señor de los Anillos interpretado por Bret McKenzie, cuya popularidad llevó a McKenzie a interpretar a otro elfo en la trilogía basada en El hobbit.[208][209][210]

- Vuvuzelas — Es la tocada casi constante de la vuvuzela durante la Copa Mundial de Fútbol de 2010 en Sudáfrica que trajo con sí numerosos vídeos basados en vuvuzelas, incluyendo una opción temporal por YouTube para añadir un «efecto vuvuzela» a cualquier vídeo durante la Copa Mundial.[211][212]

- Gemido troll — Este incómodo viral consiste en que un usuario de WhatsApp o Facebook al abrir un video (que en realidad es solo una foto) se escucha de fondo un característico gemido de mujer.

- Montoya, por favor  — Este fenómeno viral procedente del reality show de España, en la octava temporada,  de La isla de las tentaciones. José Carlos Montoya descubre la infidelidad de su novia con un tentador , cuando descubre se molesta y recorre por toda la playa, aunque la presentadora intentó parar, hasta llegar a la casa gritando en voz alta.[213]
- Perú es clave — es un fenómeno viral de internet originado en 2024 a partir de una miniatura clickbait que mostraba al presidente argentino Javier Milei junto a un texto que citaba esa frase.[214][215] Desde entonces, esta frase a sido adoptada por varios usuarios peruanos en redes y ha aparecido en diversos momentos virales, como cuando el streamer IShowSpeed visitó Lima y fue instado a repetir la frase,[216] o tras la elección del peruano-estadounidense Robert Prevost como papa de la Iglesia Católica bajo el nombre de León XIV en el cónclave de cardenales de 2025.[217]